# 金圣求
金圣求（韓語：김성구，转写：Kim Seong-Gu，1969年3月15日—），韩国足球教练。

## 簡歷
金圣求球员时代曾经先后在蔚山现代和全北现代汽车效力。在蔚山现代效力期间，他收获了公平竞赛奖。退役后，金圣求成为教练，2000年1月起在錦湖高等學校培养年轻球员，带队多次获奖。2009年11月，金圣求改投光州FC，执教俱乐部的U15梯队。
2011年中超联赛中，广州恒大实际主教练李章洙因没有亚足联职业级教练员证书，无法出任球队的主教练。金圣求在2009年12月考到了亚足联职业级教练员证书。广州恒大俱乐部报名时将金圣求作为球队的主教练，李章洙作为助理教练之一。而这一年多中，名义上的主教练金圣求根本没有出席过球队的赛后新闻发布会，甚至都不曾在广州露面。李章洙面对媒体时解释称，金圣求是恒大俱乐部聘请的韩国球探，“水平很高，所以让他当主教练”。2011年中超联赛广州恒大夺冠后，金圣求入围了中超联赛官方网站的最佳主教练评选，最终排名第三。而实际指挥球队的李章洙名义上是助理教练，无缘评选。2012年中超联赛开赛前，广州恒大再一次将金圣求申报为主教练。不过，不久之后，中国足协决定将中超主教练的资格放宽，拥有亚足联A级教练员证书即可上岗，李章洙因而可以作为主教练报名。
2011年4月，北京国安俱乐部曾就金圣求从不出席发布会提出质疑。时任国安主教练帕切科缺席赛后发布会，中国足协因此开出罚单。北京国安高层高潮表示，足协的处罚是不公平的，金圣求从不出席发布会却从未受罚。